# Gaynor Fairweather
Gaynor Fairweather (Stockport, 26 settembre 1956) è una ballerina britannica.
Rappresenta, nel mondo della danza sportiva, l'apice della tecnica latina e la perfezione dell'esecuzione.o

## Biografia
Specializzata nelle danze latino-americane, in coppia col suo partner storico Donnie Burns che detiene il record di 14 titoli mondiali professionisti. 
Ha ballato ancora per un anno dopo il suo ritiro col futuro marito Mirko Saccani, ritirandosi infine ufficialmente dalle competizioni per dedicarsi totalmente all'insegnamento. Molti dei campioni del mondo professionisti ed amatori nelle danze latino-americane sono stati suoi allievi.
| Controllo di autorità | VIAF (EN) 73151366 · LCCN (EN) n97847168 |